# 小池吉崇
小池吉崇（こいけ よしたか、1985年1月1日 - ）は、日本のメディアディレクター、元水球選手。血液型A型。身長150cm。未婚。

## 来歴
東京都出身。桐朋高校を卒業後、中学時代から慣れ親しんでいた水球を極めるためにスペインへ渡る。
プロチームと契約し、2年あまりをスペイン人選手の中で過ごす。
2023年現在、ドッヂボール日本代表としても活躍している。

## 人物
仕事
パソコンを駆使し、編集作業はほぼ一人でこなす。

## 関連
- 月刊水球
- 青柳勧